# Красное Поле (Луганская область)
Кра́сное По́ле (укр. Кра́сне По́ле) — село в Марковском районе Луганской области Украины, административный центр Краснопольского сельского совета.
Население по переписи 2001 года составляло 346 человек. Почтовый индекс — 92410. Телефонный код — 6464. Занимает площадь 2,67 км². Код КОАТУУ — 4422584401.

## Местный совет
92410, Луганська обл., Марківський р-н, с. Красне Поле, пл. Перемоги, 1  (укр.)